# Paesi partecipanti allo Zecchino d'Oro
Sono di seguito riportati i paesi che hanno partecipato allo Zecchino d'Oro. Nella prima colonna è riportato il paese, nella seconda colonna il numero di volte che ha partecipato, nella terza colonna i titoli dei brani, nella quarta e quinta colonna sono riportati l'anno e l'edizione in cui ha partecipato.
Questa lista è suscettibile di variazioni e potrebbe essere incompleta o non aggiornata.

| Paese              | Numero di partecipazioni | Titolo del brano                       | Anno | Edizione |
| ------------------ | ------------------------ | -------------------------------------- | ---- | -------- |
| Albania            | 2                        | Io sono un aquilotto                   | 2005 | 48ª      |
| Albania            | 2                        | La cicala                              | 1992 | 35ª      |
| Argentina          | 6                        | Caterina, Caterina                     | 1983 | 26ª      |
| Argentina          | 6                        | I re magi                              | 1979 | 22ª      |
| Argentina          | 6                        | Il canto del gauchito                  | 2012 | 55ª      |
| Argentina          | 6                        | La gallina Painè                       | 2001 | 44ª      |
| Argentina          | 6                        | Tango matto                            | 1993 | 36ª      |
| Argentina          | 6                        | Uccellino dell'azzurro                 | 1990 | 33ª      |
| Australia          | 3                        | Il "più" dei canguri                   | 1978 | 21ª      |
| Australia          | 3                        | In Australia c'è...                    | 1987 | 30ª      |
| Australia          | 3                        | La Rosella                             | 1991 | 34ª      |
| Austria            | 2                        | Ballata tirolese                       | 1980 | 23ª      |
| Austria            | 2                        | In bici in città                       | 2005 | 48ª      |
| Azerbaigian        | 1                        | Io pregherò                            | 2010 | 53ª      |
| Bangladesh         | 1                        | Siamo tutti re                         | 1986 | 29ª      |
| Belgio             | 2                        | Che bello-llo...!                      | 1982 | 25ª      |
| Belgio             | 2                        | Un due tré - siam trentatré            | 1985 | 28ª      |
| Bielorussia        | 1                        | Lo zio Bé                              | 2005 | 48ª      |
| Bolivia            | 1                        | Terra                                  | 1998 | 41ª      |
| Brasile            | 7                        | Balancê                                | 1988 | 31ª      |
| Brasile            | 7                        | I gol di Zè                            | 2000 | 43ª      |
| Brasile            | 7                        | Non ci gioco più                       | 1985 | 28ª      |
| Brasile            | 7                        | Ohi! Ohi! Ohi! (Càpitano tutte a me)   | 1996 | 39ª      |
| Brasile            | 7                        | Questo samba                           | 1992 | 35ª      |
| Brasile            | 7                        | Samba della mia terra                  | 1977 | 20ª      |
| Brasile            | 7                        | Tin tin tin berimbau                   | 2006 | 49ª      |
| Bulgaria           | 6                        | Arcobaleno                             | 1984 | 27ª      |
| Bulgaria           | 6                        | Gira il girasole                       | 1999 | 42ª      |
| Bulgaria           | 6                        | Il mio pappagallo                      | 1996 | 39ª      |
| Bulgaria           | 6                        | Il violino di Angiolino                | 1980 | 23ª      |
| Bulgaria           | 6                        | La danza di Rosinka                    | 2009 | 52ª      |
| Bulgaria           | 6                        | Sogno di un giardino di mezza estate   | 1988 | 31ª      |
| Canada             | 3                        | I pescatori del Canadà                 | 1977 | 20ª      |
| Canada             | 3                        | Il computer innamorato                 | 1996 | 39ª      |
| Canada             | 3                        | Salta balla batti sveglia              | 1999 | 42ª      |
| Cecoslovacchia     | 2                        | Libertà è un paio d'ali                | 1976 | 19ª      |
| Cecoslovacchia     | 2                        | Pipistrello radar                      | 1990 | 33ª      |
| Cile               | 1                        | Carnevalito carnevalà                  | 1982 | 25ª      |
| Cina               | 4                        | Bambolotto di Caucciù                  | 1996 | 39ª      |
| Cina               | 4                        | Cina è...                              | 2001 | 44ª      |
| Cina               | 4                        | Marco Polo                             | 1980 | 23ª      |
| Cina               | 4                        | Quando due bambini                     | 1984 | 27ª      |
| Cipro              | 4                        | Cipro                                  | 1994 | 37ª      |
| Cipro              | 4                        | Il fazzoletto d'oro                    | 1986 | 29ª      |
| Cipro              | 4                        | Oh che bella balla                     | 1983 | 26ª      |
| Cipro              | 4                        | Una bella poesia                       | 2007 | 50ª      |
| Colombia           | 3                        | Dormi, mio bel piccino                 | 1984 | 27ª      |
| Colombia           | 3                        | Felice con la mia mamma                | 1980 | 23ª      |
| Colombia           | 3                        | Un'amica colombiana                    | 2003 | 46ª      |
| Corea del Sud      | 1                        | Arirang                                | 1983 | 26ª      |
| Costa d'Avorio     | 1                        | Come sta il bebè?                      | 1989 | 32ª      |
| Costa Rica         | 2                        | All'arrembaggio del formaggio          | 1995 | 38ª      |
| Costa Rica         | 2                        | Chicopez                               | 2014 | 57ª      |
| Croazia            | 1                        | La barchetta di carta                  | 1993 | 36ª      |
| Cuba               | 2                        | La mia orchestra                       | 1999 | 42ª      |
| Cuba               | 2                        | L'orso canterino                       | 2004 | 47ª      |
| Curaçao            | 1                        | Non perder la pazienza, mamma          | 1976 | 19ª      |
| Ecuador            | 2                        | Canzone indigena                       | 2002 | 45ª      |
| Ecuador            | 2                        | Verso l'aurora                         | 2012 | 55ª      |
| Egitto             | 4                        | In un mare caldo                       | 1999 | 42ª      |
| Egitto             | 4                        | Solidarietà                            | 1994 | 37ª      |
| Egitto             | 4                        | Tutanc'mon                             | 2015 | 58ª      |
| Egitto             | 4                        | Un fiore nel deserto                   | 2007 | 50ª      |
| El Salvador        | 1                        | Emilio                                 | 2004 | 47ª      |
| Eritrea            | 1                        | La mamma sa, la mamma è…               | 1979 | 22ª      |
| Estonia            | 1                        | Se voglio                              | 1994 | 37ª      |
| Etiopia            | 1                        | La mamma sa, la mamma è…               | 1979 | 22ª      |
| Unione europea     | 1                        | La canzone di Kian                     | 1992 | 35ª      |
| Filippine          | 4                        | Grazie a te                            | 2010 | 53ª      |
| Filippine          | 4                        | Itik-Itik                              | 1981 | 24ª      |
| Filippine          | 4                        | La canzone dei chicchi di riso         | 1999 | 42ª      |
| Filippine          | 4                        | Le note son bambine                    | 2004 | 47ª      |
| Finlandia          | 4                        | Al luna park                           | 1991 | 34ª      |
| Finlandia          | 4                        | Il fabbro del paese                    | 1981 | 24ª      |
| Finlandia          | 4                        | Il folletto bianco                     | 1988 | 31ª      |
| Finlandia          | 4                        | Pikku Peikko                           | 2016 | 59ª      |
| Francia            | 10                       | Bella l'estate                         | 2000 | 43ª      |
| Francia            | 10                       | C'è una canzone che vola               | 1997 | 40ª      |
| Francia            | 10                       | Gli angeli di Nôtre Dame               | 1993 | 36ª      |
| Francia            | 10                       | Io darei non so che                    | 1989 | 32ª      |
| Francia            | 10                       | Io gioco                               | 2007 | 50ª      |
| Francia            | 10                       | La mela della vita, la mela dell'amore | 1985 | 28ª      |
| Francia            | 10                       | Le parce que des pourquoi              | 2015 | 58ª      |
| Francia            | 10                       | Mamma tutto                            | 1976 | 18ª      |
| Francia            | 10                       | OK boy!                                | 1995 | 38ª      |
| Francia            | 10                       | Ti canterò (per la gioia che mi dai)   | 2003 | 46ª      |
| Georgia            | 2                        | Piove con il sole                      | 1998 | 41ª      |
| Georgia            | 2                        | Ticche Tocche Tà!                      | 2006 | 49ª      |
| Germania           | 8                        | Concerto nel prato                     | 1990 | 33ª      |
| Germania           | 8                        | Il nostro festival                     | 2004 | 47ª      |
| Germania           | 8                        | Mami papi                              | 1993 | 36ª      |
| Germania           | 8                        | Nozze nel bosco                        | 1976 | 19ª      |
| Germania           | 8                        | Pigiama Party                          | 2009 | 52ª      |
| Germania           | 8                        | Tinghelinghelin                        | 1983 | 26ª      |
| Germania           | 8                        | Un cuoricino in più                    | 1998 | 41ª      |
| Germania           | 8                        | Vento colorino                         | 1997 | 40ª      |
| Ghana              | 1                        | Preghiera                              | 1998 | 41ª      |
| Giappone           | 9                        | Il mio amico samurai                   | 2005 | 48ª      |
| Giappone           | 9                        | Il piccolo pescatore                   | 1982 | 25ª      |
| Giappone           | 9                        | La pioggia                             | 1997 | 40ª      |
| Giappone           | 9                        | La scimmia, la volpe e le scarpe       | 2010 | 53ª      |
| Giappone           | 9                        | L'aquilone dei sogni                   | 1987 | 30ª      |
| Giappone           | 9                        | Pesci, bimbi e draghi                  | 1991 | 34ª      |
| Giappone           | 9                        | Samurai                                | 1995 | 38ª      |
| Giappone           | 9                        | Spunta la luna                         | 2000 | 43ª      |
| Giappone           | 9                        | Teru terubozu                          | 1976 | 18ª      |
| Grecia             | 3                        | Dai, dai balla il Syrtaki              | 1977 | 20ª      |
| Grecia             | 3                        | Ho preso un granchio                   | 1985 | 28ª      |
| Grecia             | 3                        | Il sirtaki di Icaro                    | 2012 | 55ª      |
| Guinea-Bissau      | 1                        | Il gallo ha fatto l'uovo               | 2001 | 44ª      |
| India              | 4                        | Al ritmo della tabla                   | 2011 | 54ª      |
| India              | 4                        | Il nostro amico Onam                   | 1990 | 33ª      |
| India              | 4                        | La più bella nonna ce l'ho io          | 1978 | 21ª      |
| India              | 4                        | Piove, piove                           | 2001 | 44ª      |
| Iran               | 1                        | Hagi firuz                             | 1977 | 20ª      |
| Irlanda            | 1                        | L'amico dei perché                     | 2001 | 44ª      |
| Islanda            | 2                        | I folletti d'Islanda                   | 1994 | 37ª      |
| Islanda            | 2                        | Se ci credi anche tu                   | 2002 | 45ª      |
| Israele            | 1                        | Il gioco dell'alfabeto                 | 2002 | 45ª      |
| Jugoslavia         | 2                        | Sole pioggia                           | 1983 | 26ª      |
| Jugoslavia         | 2                        | Ticche ticche tacche                   | 1976 | 18ª      |
| Kenya              | 1                        | Un baby presidente                     | 2006 | 49ª      |
| Libano             | 2                        | Il cielo di Beirut                     | 2003 | 46ª      |
| Libano             | 2                        | Vola, palombella!                      | 1986 | 29ª      |
| Lituania           | 1                        | Novembre                               | 2001 | 44ª      |
| Lussemburgo        | 1                        | L'albero                               | 1999 | 42ª      |
| Macedonia del Nord | 1                        | Come un aquilone                       | 2008 | 51ª      |
| Madagascar         | 1                        | La palma dell'acqua                    | 2011 | 54ª      |
| Malaysia           | 1                        | Basta un sorriso                       | 1999 | 42ª      |
| Malta              | 5                        | Castelli di sabbia                     | 2009 | 52ª      |
| Malta              | 5                        | Il Merill Tweet Tweet                  | 1982 | 25ª      |
| Malta              | 5                        | La dottoressa Lulù                     | 2006 | 49ª      |
| Malta              | 5                        | Minnie                                 | 1993 | 36ª      |
| Malta              | 5                        | Violino mio                            | 2002 | 45ª      |
| Marocco            | 1                        | Il cammello con tre gobbe              | 2005 | 48ª      |
| Messico            | 2                        | Grazie                                 | 1978 | 21ª      |
| Messico            | 2                        | Il gran concorso degli animali         | 1997 | 40ª      |
| Nicaragua          | 1                        | Un mondo di gelato                     | 2005 | 48ª      |
| Nigeria            | 2                        | Ika o do gba                           | 2008 | 51ª      |
| Nigeria            | 2                        | Non pianger, piccino mio               | 1976 | 19ª      |
| Norvegia           | 2                        | La giraffa Genoveffa                   | 1995 | 38ª      |
| Norvegia           | 2                        | Tonino violino                         | 1985 | 28ª      |
| Nuova Zelanda      | 1                        | Vulcani di qui... vulcani di là!       | 1993 | 36ª      |
| Paesi Bassi        | 3                        | Amsterdam                              | 1989 | 32ª      |
| Paesi Bassi        | 3                        | Guglielmo il Castoro                   | 1976 | 18ª      |
| Paesi Bassi        | 3                        | La formula magica                      | 2006 | 49ª      |
| Pakistan           | 1                        | Terra mia                              | 1979 | 22ª      |
| Palestina          | 1                        | Una stella a Betlemme                  | 2004 | 47ª      |
| Panama             | 2                        | Il ciuco Cico                          | 2000 | 43ª      |
| Panama             | 2                        | La ballata del caballito moro          | 1985 | 28ª      |
| Papua Nuova Guinea | 1                        | Vieni nel mio villaggio                | 2001 | 44ª      |
| Perù               | 2                        | Cavallino peruviano                    | 1977 | 20ª      |
| Perù               | 2                        | Il bambino che vale un Perù            | 1989 | 32ª      |
| Polonia            | 5                        | La mazurca della mela Annurca          | 1984 | 27ª      |
| Polonia            | 5                        | Mettiamoci a ballare                   | 1989 | 32ª      |
| Polonia            | 5                        | Patataj                                | 2004 | 47ª      |
| Polonia            | 5                        | Rapa - Rapanello                       | 1977 | 20ª      |
| Polonia            | 5                        | Un sogno nel cielo                     | 2010 | 53ª      |
| Portogallo         | 11                       | Che belli gli uccellini                | 1995 | 38ª      |
| Portogallo         | 11                       | Etciù!                                 | 1984 | 27ª      |
| Portogallo         | 11                       | Ho visto un rospo                      | 1980 | 23ª      |
| Portogallo         | 11                       | Il mio mondo                           | 2008 | 51ª      |
| Portogallo         | 11                       | Il tappeto volante                     | 1998 | 41ª      |
| Portogallo         | 11                       | La canzone                             | 1994 | 37ª      |
| Portogallo         | 11                       | La stellina                            | 2004 | 47ª      |
| Portogallo         | 11                       | Nella bottega di Mastro Andrè          | 1978 | 21ª      |
| Portogallo         | 11                       | Sette matitine                         | 1991 | 34ª      |
| Portogallo         | 11                       | Tre luci                               | 1986 | 29ª      |
| Portogallo         | 11                       | Un gallo del Portogallo                | 1981 | 24ª      |
| Regno Unito        | 5                        | Choof the train                        | 2016 | 59ª      |
| Regno Unito        | 5                        | Big Jim                                | 1976 | 18ª      |
| Regno Unito        | 5                        | Il tesoro del re                       | 1998 | 41ª      |
| Regno Unito        | 5                        | La mia età                             | 2009 | 52ª      |
| Regno Unito        | 5                        | Mother's day                           | 1990 | 33ª      |
| Romania            | 5                        | Evviva noi                             | 1983 | 26ª      |
| Romania            | 5                        | I nonni son felici                     | 2002 | 45ª      |
| Romania            | 5                        | Io più te fa noi                       | 2008 | 51ª      |
| Romania            | 5                        | L'allegria                             | 1989 | 32ª      |
| Romania            | 5                        | Un sole tutto mio                      | 1979 | 22ª      |
| Ruanda             | 1                        | La conta                               | 1990 | 33ª      |
| Russia             | 4                        | Balalaika                              | 1993 | 36ª      |
| Russia             | 4                        | Balalaika magica                       | 2000 | 43ª      |
| Russia             | 4                        | Il sole verrà                          | 1995 | 38ª      |
| Russia             | 4                        | L'amicizia è...                        | 1997 | 40ª      |
| Senegal            | 1                        | L'amico mio più amico                  | 1980 | 23ª      |
| Serbia             | 1                        | Bruno                                  | 2003 | 46ª      |
| Seychelles         | 1                        | Corri troppo, Tobia!                   | 1987 | 30ª      |
| Singapore          | 1                        | Casa mia                               | 1996 | 39ª      |
| Siria              | 1                        | La terraluna                           | 1998 | 41ª      |
| Spagna             | 7                        | I pupazzetti                           | 1992 | 35ª      |
| Spagna             | 7                        | La Paella                              | 2011 | 54ª      |
| Spagna             | 7                        | La scatola dei tesori                  | 1996 | 39ª      |
| Spagna             | 7                        | Per me cantare è un gioco              | 1984 | 27ª      |
| Spagna             | 7                        | Torero al pomodoro                     | 1976 | 19ª      |
| Spagna             | 7                        | Un maggiolino speciale                 | 1988 | 31ª      |
| Spagna             | 7                        | Una mela a metà                        | 1981 | 24ª      |
| Stati Uniti        | 11                       | A come Alfabeto                        | 1987 | 30ª      |
| Stati Uniti        | 11                       | A mosca cieca                          | 1981 | 24ª      |
| Stati Uniti        | 11                       | Il cestino dei sogni                   | 1994 | 37ª      |
| Stati Uniti        | 11                       | Il segreto del sorriso                 | 2007 | 50ª      |
| Stati Uniti        | 11                       | Le barche della bontà                  | 1992 | 35ª      |
| Stati Uniti        | 11                       | Regalerò un sogno                      | 2011 | 54ª      |
| Stati Uniti        | 11                       | Rockhopper hop                         | 2003 | 46ª      |
| Stati Uniti        | 11                       | San Francisco                          | 1979 | 22ª      |
| Stati Uniti        | 11                       | Sono una talpa e vivo in un buco       | 1976 | 19ª      |
| Stati Uniti        | 11                       | Sottosopra                             | 1997 | 40ª      |
| Stati Uniti        | 11                       | Su e giù                               | 2000 | 43ª      |
| Sudafrica          | 2                        | Bimbi felici                           | 1992 | 35ª      |
| Sudafrica          | 2                        | Panna e cioccolato                     | 1997 | 40ª      |
| Sudan              | 1                        | Maggio                                 | 1978 | 21ª      |
| Svezia             | 2                        | Il mio cuore è un gran pallone         | 2005 | 48ª      |
| Svezia             | 2                        | Mamma Folletta                         | 1979 | 22ª      |
| Svizzera           | 5                        | Amico                                  | 1986 | 29ª      |
| Svizzera           | 5                        | Choco Jodel                            | 2013 | 56ª      |
| Svizzera           | 5                        | Fründ, amico ami                       | 1991 | 34ª      |
| Svizzera           | 5                        | La mia Suisse                          | 2006 | 49ª      |
| Svizzera           | 5                        | La storia del fiume                    | 1988 | 31ª      |
| Taiwan             | 1                        | Grande diventerò                       | 2002 | 45ª      |
| Tanzania           | 2                        | Tanzanía-e                             | 1995 | 38ª      |
| Tanzania           | 2                        | Un leopardo per amico                  | 2000 | 43ª      |
| Tunisia            | 1                        | La pace c'è!                           | 2002 | 45ª      |
| Turchia            | 2                        | Lo scriverò nel vento                  | 2006 | 49ª      |
| Turchia            | 2                        | Tenerotto, Grigiolino e Ruvidone       | 1996 | 39ª      |
| Ucraina            | 1                        | Filastrocche                           | 2007 | 50ª      |
| Uganda             | 1                        | Magunda                                | 1981 | 24ª      |
| Ungheria           | 3                        | Cecki! Cecki!...Aih!                   | 1978 | 21ª      |
| Ungheria           | 3                        | Parla tu che parlo io                  | 1986 | 29ª      |
| Ungheria           | 3                        | Vanessa, la fattoressa                 | 1982 | 25ª      |
| Unione Sovietica   | 3                        | Mille voci una voce                    | 1987 | 30ª      |
| Unione Sovietica   | 3                        | Musicante giramondo                    | 1982 | 25ª      |
| Unione Sovietica   | 3                        | Vento venticello                       | 1976 | 18ª      |
| Uruguay            | 3                        | Antenne blu                            | 1994 | 37ª      |
| Uruguay            | 3                        | Il tempo                               | 2003 | 46ª      |
| Uruguay            | 3                        | Noi noi noi                            | 1988 | 31ª      |
| Venezuela          | 4                        | Il gelataio                            | 1987 | 30ª      |
| Venezuela          | 4                        | Il musichito                           | 1976 | 18ª      |
| Venezuela          | 4                        | Terra gentile                          | 2007 | 50ª      |
| Venezuela          | 4                        | Sognando Sognando                      | 2013 | 56ª      |
| Vietnam            | 2                        | Amor di tamburello                     | 1986 | 29ª      |
| Vietnam            | 2                        | Ma va là!                              | 2003 | 46ª      |
| Zaire              | 1                        | Padre Celeste                          | 1991 | 34ª      |
| Zimbabwe           | 1                        | Un'altalena in cielo                   | 2007 | 50ª      |